# Grote dodecaëder
Een grote dodecaëder is in de meetkunde een van de vier kepler-poinsot-lichamen. Het lichaam is zelfdoorsnijdend. Een grote dodecaëder kan net zoals ieder ander kepler-poinsot-lichaam worden gezien als een sterveelvlak en als een gewoon veelvlak.
De twaalf verschillende hoekpunten van een grote dodecaëder liggen op een regelmatig twintigvlak, op een icosaëder. De kern is een regelmatig twaalfvlak, een dodecaëder.
- (en)  MathWorld. Great Dodecahedron